# ساندرو تونالی
ساندرو تونالی (ایتالیایی: Sandro Tonali؛ زادهٔ ۸ مهٔ ۲۰۰۰) بازیکن فوتبال اهل ایتالیا است که برای باشگاه نیوکاسل بازی می‌کند.

## باشگاهی

### میلان
تونالی در ۸ ژوئیه ۲۰۲۱ قراردادی ۵ ساله با باشگاه میلان امضا کرد.

## آمار حرفه‌ای

### باشگاهی
تا تاریخ ۲۸ اوت ۲۰۲۱
| باشگاه             | فصل                | لیگ                | لیگ  | لیگ | کوپا ایتالیا | کوپا ایتالیا | اروپا | اروپا | مجموع | مجموع |
| باشگاه             | فصل                | دسته               | بازی | گل  | بازی         | گل           | بازی  | گل    | بازی  | گل    |
| ------------------ | ------------------ | ------------------ | ---- | --- | ------------ | ------------ | ----- | ----- | ----- | ----- |
| برشا               | ۱۸–۲۰۱۷            | سری بی             | ۱۹   | ۲   | ۰            | ۰            | —     | —     | ۱۹    | ۲     |
| برشا               | ۱۹–۲۰۱۸            | سری بی             | ۳۴   | ۳   | ۰            | ۰            | —     | —     | ۳۴    | ۳     |
| برشا               | ۲۰–۲۰۱۹            | سری آ              | ۳۵   | ۱   | ۱            | ۰            | —     | —     | ۳۶    | ۱     |
| برشا               | مجموع برشا         | مجموع برشا         | ۸۸   | ۶   | ۱            | ۰            | —     | —     | ۸۹    | ۶     |
| میلان              | ۲۱–۲۰۲۰            | سری آ              | ۲۵   | ۰   | ۱            | ۰            | ۱۱    | ۰     | ۳۷    | ۰     |
| میلان              | ۲۲–۲۰۲۱            | سری آ              | ۲    | ۱   | ۰            | ۰            | ۰     | ۰     | ۲     | ۱     |
| میلان              | مجموع میلان        | مجموع میلان        | ۲۷   | ۱   | ۱            | ۰            | ۱۱    | ۰     | ۳۹    | ۱     |
| مجموع دوران حرفه‌ای | مجموع دوران حرفه‌ای | مجموع دوران حرفه‌ای | ۱۱۵  | ۷   | ۲            | ۰            | ۱۱    | ۰     | ۱۲۸   | ۷     |

1. ↑  حضور در لیگ اروپا (شامل مراحل مقدماتی)

### ملی
تا تاریخ ۱۱ نوامبر ۲۰۲۰
| ۲۰۱۹  | ۳ | ۰ |
| ۲۰۲۰  | ۱ | ۰ |
| مجموع | ۴ | ۰ |